# Garde partagée (série télévisée)
 (septembre 2022).
La mise en forme du texte ne suit pas les recommandations de Wikipédia : il faut le « wikifier ».
Les points d'amélioration suivants sont les cas les plus fréquents :
- Les titres sont pré-formatés par le logiciel. Ils ne sont ni en capitales, ni en gras.
- Le texte ne doit pas être écrit en capitales (les noms de famille non plus), ni en gras, ni en italique, ni en « petit »…
- Le gras n'est utilisé que pour surligner le titre de l'article dans l'introduction, une seule fois.
- L'italique est rarement utilisé : mots en langue étrangère, titres d'œuvres, noms de bateaux, etc.
- Les citations ne sont pas en italique mais en corps de texte normal. Elles sont entourées par des guillemets français : « et ».
- Les listes à puces sont à éviter, des paragraphes rédigés étant largement préférés. Les tableaux sont à réserver à la présentation de données structurées (résultats, etc.).
- Les appels de note de bas de page (petits chiffres en exposant, introduits par l'outil «  Source ») sont à placer entre la fin de phrase et le point final[comme ça].
- Les liens internes (vers d'autres articles de Wikipédia) sont à choisir avec parcimonie. Créez des liens vers des articles approfondissant le sujet. Les termes génériques sans rapport avec le sujet sont à éviter, ainsi que les répétitions de liens vers un même terme.
- Les liens externes sont à placer uniquement dans une section « Liens externes », à la fin de l'article. Ces liens sont à choisir avec parcimonie suivant les règles définies. Si un lien sert de source à l'article, son insertion dans le texte est à faire par les notes de bas de page.
- La présentation des références doit suivre les conventions bibliographiques. Il est recommandé d'utiliser les modèles {{Ouvrage}}, {{Chapitre}}, {{Article}}, {{Lien web}} et/ou {{Bibliographie}}. Le mode d'édition visuel peut mettre en forme automatiquement les références.
- Insérer une infobox (cadre d'informations à droite) n'est pas obligatoire pour parachever la mise en page.

Pour une aide détaillée, merci de consulter Aide:Wikification.
Si vous pensez que ces points ont été résolus, vous pouvez retirer ce bandeau et améliorer la mise en forme d'un autre article.
Pour les articles homonymes, voir Garde partagée.
Garde partagée est une série télévisée canadienne de fiction à sketchs humoristiques coproduite par Connections Productions et Botsford Média, écrite par une équipe d'auteurs dont Ryan Doucette et Jean-Sébastien Levesque, réalisée par Christian Essiambre, et diffusée depuis le 20 septembre 2022 sur Unis TV. Elle relate des aléas pouvant surgir du mode de vie en garde partagée.
Avec l'équipe de comédiens maison s'ajoutent des invités de marque au fil de la saison.
485 personnages ont été incarnés par 73 comédiennes et comédiens,.

## Synopsis
La série Garde partagée met en scène sur un mode humoristique des parents qui se partagent la garde de leurs enfants,. La série explore diverses situations. Chaque épisode dure 30 minutes et comporte de 12 à 14 sketches, qui peuvent être très variés, avec par exemple un sketch sous forme de comédie musicale, ou un autre sous forme de bande-annonce de film d'horreur,.

## Tournage
La tournage de la série a eu lieu dans la région de Moncton, au Nouveau-Brunswick sur plus d'une trentaine de jours. Plus de 70 personnes ont joué des centaines de personnages.
C'est la première fois qu'on regroupait autant d'enfants sur un même plateau pour une production télévisuelle acadienne.

## Fiche technique
Sauf indication contraire, les informations mentionnées dans cette section peuvent être confirmées par la base de données cinématographiques IMDb,  présente dans la section « Liens externes ».
- Titre : Garde partagée
- Créatrice / Idée originale : Line Woods (nom retiré du générique à sa demande)
- Auteure principale / Auteure coordonnatrice : Line Woods (nom retiré du générique à sa demande)
- Auteurs : Ryan Doucette, Jean-Sébastien Levesque[4], Samuel Chiasson, Anabelle Hébert, Caroline Bélisle, André Roy, Nancy Kenny, Sébastien Mathieu
- Réalisateur : Christian Essiambre (assisté de Ludger Beaulieu lors de la saison 1)[4]
- 1er assistant à la réalisation : Daniel Basque, Austin Mazumder-Roberts
- 2e assistantes à la réalisation : Brigitte Gallant, Katherine Paradis, Océane Lanteigne
- 3e assistante à la réalisation : Marie-Pierre Valay-Nadeau (saison 1)
- Directrices artistiques : Julie Marineau (saison 1), Mélanie Truchon (saison 1), Violette Guerlotté (saison 2)
- Photographie : Blake Stilwell
- Son : Serge Arseneault
- Musique originale : Pierre Guy Blanchard
- Éclairage : Simon Doucet
- Montage : Martin Goguen, Fabien Melanson, Louisa Gauvin, Emmanuel Albert,
- Production : Marcel Gallant, Gilles Doiron (saison 1), André Roy (saison 2)
- Sociétés de production : Connections Productions[4]
- Société(s) de distribution (télévision) : Unis TV
- Pays d'origine : Canada
- Langue originale : Français
- Format : couleur
- Genre : comédie
- Durée : 24 minutes (sans publicité)
- Lieux de tournage : Canada